# Exochus radialis
Exochus radialis är en stekelart som beskrevs av Tohru Uchida 1932. Exochus radialis ingår i släktet Exochus och familjen brokparasitsteklar. Inga underarter finns listade i Catalogue of Life.